# Lieja-Bastoña-Lieja 2015
La 101.ª edición de la Lieja-Bastoña-Lieja fue una clásica ciclista que se disputó el domingo 26 de abril de 2015 sobre un recorrido de 253 km entre Lieja y Ans (Bélgica).
La carrera además de ser el cuarto monumento del año y la última clásica de las Ardenas, formó parte del UCI WorldTour 2015, siendo la decimotercera competición del calendario de máxima categoría mundial.
El ganador fue el español Alejandro Valverde (Movistar) quien dominó en el esprín final de un grupo de 10 corredores que llegaron distanciados a la meta en Ans. Segundo y tercero se hubicaron el Julian Alaphilippe (Etixx-Quick Step) y Joaquim Rodríguez (Katusha).
Con esta victoria, Valverde sumó su tercera Lieja-Bastoña-Lieja, luego de sus triunfos en 2006 y 2008

## Recorrido
El recorrido al igual que en 2014 contó con 10 cotas, aunque no se subió ni la "Côte de la Vecquée", ni la "Côte des Forges" incorporándose en esta edición al recorrido el "Col du Rosier" y el "Col du Maquisard".
| Num | Nombre               | Kilómetro | Longitud (km) | Pendiente media (%) |
| --- | -------------------- | --------- | ------------- | ------------------- |
| 1   | La Roche-en-Ardenne  | 79        | 2,8           | 6,2                 |
| 2   | Saint-Roch           | 125,5     | 1,0           | 11,2                |
| 3   | Wanne                | 169       | 2,7           | 7,4                 |
| 4   | Stockeu              | 175,5     | 1,0           | 12,5                |
| 5   | Haute-Levée          | 181,5     | 3,6           | 5,6                 |
| 6   | Rosier               | 194       | 4,4           | 5,9                 |
| 7   | Maquisard            | 207       | 2,5           | 5                   |
| 8   | La Redoute           | 218,5     | 2,0           | 8,9                 |
| 9   | La Roche-aux-Faucons | 234       | 1,5           | 9,4                 |
| 10  | Saint-Nicolas        | 248       | 1,2           | 8,6                 |

## Equipos participantes
Tomaron parte en la carrera veinticinco equipos: los diecisiete UCI ProTeam (al tener asegurada y ser obligatoria su participación), más ocho equipos Profesionales Continentales invitados por la organización. Cada formación estuvo  integrada por ocho corredores, formando así un pelotón de 200 ciclistas de los que finalizaron 100.
| Equipo                      | Cód. UCI | Categoría               |
| --------------------------- | -------- | ----------------------- |
| AG2R La Mondiale            | ALM      | UCI ProTeam             |
| Astana Pro Team             | AST      | UCI ProTeam             |
| BMC Racing Team             | BMC      | UCI ProTeam             |
| Etixx-Quick Step            | EQS      | UCI ProTeam             |
| FDJ                         | FDJ      | UCI ProTeam             |
| IAM Cycling                 | IAM      | UCI ProTeam             |
| Team Katusha                | KAT      | UCI ProTeam             |
| Lampre-Merida               | LAM      | UCI ProTeam             |
| Lotto-Soudal                | LTS      | UCI ProTeam             |
| Movistar Team               | MOV      | UCI ProTeam             |
| Orica GreenEDGE             | OGE      | UCI ProTeam             |
| Team Sky                    | SKY      | UCI ProTeam             |
| Team Cannondale-Garmin      | TCG      | UCI ProTeam             |
| Tinkoff-Saxo                | TCS      | UCI ProTeam             |
| Trek Factory Racing         | TFR      | UCI ProTeam             |
| Team Giant-Alpecin          | TGA      | UCI ProTeam             |
| Team Lotto NL-Jumbo         | TLJ      | UCI ProTeam             |
| Bora-Argon 18               | BOA      | Profesional Continental |
| Cofidis, Solutions Crédits  | COF      | Profesional Continental |
| Cult Energy Pro Cycling     | CLT      | Profesional Continental |
| MTN Qhubeka                 | MTN      | Profesional Continental |
| Roompot Oranje Peloton      | ROP      | Profesional Continental |
| Team Europcar               | EUC      | Profesional Continental |
| Topsport Vlaanderen-Baloise | TSV      | Profesional Continental |
| Wanty-Groupe Gobert         | WGG      | Profesional Continental |

## UCI World Tour
La Lieja-Bastoña-Lieja otorgó puntos para el UCI WorldTour 2015, solamente para corredores de equipos UCI ProTeam. La siguiente tabla corresponde al baremo de puntuación:
| Posición   | 1.º | 2.º | 3.º | 4.º | 5.º | 6.º | 7.º | 8.º | 9.º | 10.º |
| Puntuación | 100 | 80  | 70  | 60  | 50  | 40  | 30  | 20  | 10  | 4    |

## Clasificación final
| Pos. | Ciclista           | Equipo           | Tiempo          | Puntos UCI |
| ---- | ------------------ | ---------------- | --------------- | ---------- |
| 1.º  | Alejandro Valverde | Movistar         | 6 h 14 min 20 s | 100        |
| 2.º  | Julian Alaphilippe | Etixx-Quick Step | m.t.            | 80         |
| 3.º  | Joaquim Rodríguez  | Katusha          | m.t.            | 70         |
| 4.º  | Rui Costa          | Lampre-Merida    | m.t.            | 60         |
| 5.º  | Roman Kreuziger    | Tinkoff-Saxo     | m.t.            | 50         |
| 6.º  | Romain Bardet      | Ag2r La Mondiale | m.t.            | 40         |
| 7.º  | Sergio Henao       | Sky              | m.t.            | 30         |
| 8.º  | Domenico Pozzovivo | Ag2r La Mondiale | m.t.            | 20         |
| 9.º  | Jakob Fuglsang     | Astana           | m.t.            | 10         |
| 10.º | Dani Moreno        | Katusha          | m.t.            | 4          |

| 11.º | Louis Meintjes       | MTN Qhubeka         | a 9 s  |
| 12.º | Lars Petter Nordhaug | Sky                 | m.t.   |
| 13.º | Vincenzo Nibali      | Astana              | a 24 s |
| 14.º | Pieter Weening       | Orica GreenEDGE     | m.t.   |
| 15.º | Giampaolo Caruso     | Katusha             | m.t.   |
| 16.º | Enrico Gasparotto    | Wanty-Groupe Gobert | m.t.   |
| 17.º | Julien Simon         | Cofidis             | a 32 s |
| 18.º | Robert Kiserlovski   | Tinkoff-Saxo        | a 44 s |
| 19.º | Vasil Kiryienka      | Sky                 | a 52 s |
| 20.º | Tony Gallopin        | Lotto-Soudal        | a 58 s |